# CFL Draft 2017
Der CFL Draft 2017 ist der 68. Auswahlprozess neuer Spieler (Draft) im Canadian Football für die Saison 2017 der Canadian Football League (CFL). Der Draft findet am 7. Mai 2017 statt. In Kanada überträgt TSN den Draft. Fünf Spieler wurden vor dem Draft wegen Dopingverstößen vom Draft ausgeschlossen.

## Ausgewählte Spieler
| Runde | Nr. | Team                     | Spieler                                                   | Position                                                  | College                                                   | Bemerkung                                                                |
| ----- | --- | ------------------------ | --------------------------------------------------------- | --------------------------------------------------------- | --------------------------------------------------------- | ------------------------------------------------------------------------ |
| 1     | 1   | Winnipeg Blue Bombers    | Faith Ekakitie                                            | Defensive Lineman                                         | Iowa                                                      | Draftrecht von den Toronto Argonauts erhalten                            |
| 1     | 2   | Saskatchewan Roughriders | Cameron Judge                                             | Linebacker                                                | UCLA                                                      |                                                                          |
| 1     | 3   | BC Lions                 | Daniel Vandervoort                                        | Wide Receiver                                             | McMaster                                                  | Draftrecht von den Montreal Alouettes erhalten                           |
| 1     | 4   | Hamilton Tiger-Cats      | Conor McGough                                             | Defensive Lineman                                         | Calgary                                                   |                                                                          |
| 1     | 5   | Edmonton Eskimos         | Nathaniel Behar                                           | Wide Receiver                                             | Carleton                                                  |                                                                          |
| 1     | 6   | Calgary Stampeders       | Randy Colling                                             | Defensive Lineman                                         | Gannon                                                    | Draftrecht von den Winnipeg Blue Bombers erhalten                        |
| 1     | 7   | BC Lions                 | Junior Luke                                               | Defensive Lineman                                         | Montreal                                                  |                                                                          |
| 1     | 8   | Winnipeg Blue Bombers    | Geoff Gray                                                | Offensive Lineman                                         | Manitoba                                                  | Draftrecht von den Calgary Stampeders erhalten                           |
| 1     | 9   | Ottawa Redblacks         | Evan Johnson                                              | Offensive Lineman                                         | Saskatchewan                                              |                                                                          |
| 2     | 10  | Toronto Argonauts        | Mason Woods                                               | Offensive Lineman                                         | Idaho                                                     |                                                                          |
| 2     | 11  | Saskatchewan Roughriders | Dariusz Bladek                                            | Offensive Lineman                                         | Bethune-Cookman                                           |                                                                          |
| 2     | 12  | Montreal Alouettes       | Fabion Foote                                              | Defensive Tackle                                          | McMaster                                                  |                                                                          |
| 2     | 13  | Hamilton Tiger-Cats      | Braden Schram                                             | Offensive Lineman                                         | Calgary                                                   |                                                                          |
| 2     | 14  | Edmonton Eskimos         | Jean-Simon Roy                                            | Offensive Lineman                                         | Laval                                                     |                                                                          |
| 2     | 15  | Winnipeg Blue Bombers    | Qadr Spooner                                              | Offensive Lineman                                         | McGill                                                    |                                                                          |
| 2     | 16  | BC Lions                 | Jeremy Zver                                               | Offensive Lineman                                         | Regina                                                    |                                                                          |
| 2     | 17  | Calgary Stampeders       | Julan Lynch                                               | Wide Receiver                                             | Saskatchewan                                              |                                                                          |
| 2     | 18  | Ottawa Redblacks         | Anthony Gosselin                                          | Fullback                                                  | Sherbrooke                                                |                                                                          |
| 3     | 19  | Toronto Argonauts        | Evan Foster                                               | Defensive Lineman                                         | Manitoba                                                  |                                                                          |
| 3     | –   | Saskatchewan Roughriders | Draftrecht durch Wahl im Supplemental Draft 2016 verloren | Draftrecht durch Wahl im Supplemental Draft 2016 verloren | Draftrecht durch Wahl im Supplemental Draft 2016 verloren | Draftrecht durch Wahl im Supplemental Draft 2016 verloren                |
| 3     | 20  | Montreal Alouettes       | Dondre Wright                                             | Defensive Back                                            | Henderson State                                           |                                                                          |
| 3     | 21  | Hamilton Tiger-Cats      | Kay Okafor                                                | Defensive Lineman                                         | St. Francis Xavier                                        |                                                                          |
| 3     | 22  | Edmonton Eskimos         | Chris Mulumba                                             | Linebacker                                                | Maine                                                     |                                                                          |
| 3     | 23  | Winnipeg Blue Bombers    | Abubakar Conteh                                           | Defensive Back                                            | Grambling State                                           |                                                                          |
| 3     | 24  | BC Lions                 | Frederic Chagnon                                          | Linebacker                                                | Montreal                                                  |                                                                          |
| 3     | 25  | Calgary Stampeders       | Tunde Adeleke                                             | Defensive Back                                            | Carleton                                                  |                                                                          |
| 3     | 26  | Ottawa Redblacks         | Eli Ankou                                                 | Defensive Lineman                                         | UCLA                                                      |                                                                          |
| 4     | 27  | Toronto Argonauts        | Robert Woodson                                            | Defensive Back                                            | Calgary                                                   |                                                                          |
| 4     | 28  | Calgary Stampeders       | Ante Milanovic-Litre                                      | Runningback                                               | Simon Fraser                                              | Draftrecht von den Saskatchewan Roughriders erhalten                     |
| 4     | 29  | Montreal Alouettes       | Alexander Morrison                                        | Wide Receiver                                             | British Columbia                                          |                                                                          |
| 4     | 30  | Saskatchewan Roughriders | Antony Auclair                                            | Tight End                                                 | Laval                                                     | Draftrecht von den Hamilton Tiger-Cats erhalten                          |
| 4     | 31  | Edmonton Eskimos         | Jordan Hoover                                             | Defensive Back                                            | Waterloo                                                  |                                                                          |
| 4     | 32  | Saskatchewan Roughriders | Eddie Meredith                                            | Offensive Lineman                                         | Western Ontario                                           | Draftrecht von den Winnipeg Blue Bombers via Montreal Alouettes erhalten |
| 4     | 33  | BC Lions                 | Nathaniel Hamlin                                          | Defensive Back                                            | Carleton                                                  |                                                                          |
| 4     | 34  | Winnipeg Blue Bombers    | Felix Menard-Briere                                       | Kicker                                                    | Montreal                                                  | Draftrecht von den Calgary Stampeders erhalten                           |
| 4     | 35  | Ottawa Redblacks         | Louis-Philippe Bourassa                                   | Runningback                                               | Montreal                                                  |                                                                          |
| 5     | 36  | Toronto Argonauts        | Nakas Onyeka                                              | Linebacker                                                | Wilfrid Laurier                                           |                                                                          |
| 5     | 37  | Saskatchewan Roughriders | Mitchell Picton                                           | Wide Receiver                                             | Regina                                                    |                                                                          |
| 5     | 38  | Hamilton Tiger-Cats      | Justin Vaughn                                             | Defensive Lineman                                         | Fordham                                                   | Draftrecht von den Montreal Alouettes erhalten                           |
| 5     | 39  | Montreal Alouettes       | Zach Annen                                                | Offensive Lineman                                         | Carleton                                                  | Draftrecht von den Hamilton Tiger-Cats erhalten                          |
| 5     | 40  | Edmonton Eskimos         | Justin Senior                                             | Offensive Lineman                                         | Mississippi State                                         |                                                                          |
| 5     | 41  | Edmonton Eskimos         | Kwaku Boateng                                             | Defensive Lineman                                         | Wilfrid Laurier                                           | Draftrecht von den Winnipeg Blue Bombers erhalten                        |
| 5     | 42  | BC Lions                 | Edward Godin                                              | Defensive Lineman                                         | Laval                                                     |                                                                          |
| 5     | 43  | Calgary Stampeders       | Felix Gacusana Jr.                                        | Offensive Lineman                                         | Simon Fraser                                              |                                                                          |
| 5     | 44  | Ottawa Redblacks         | Mathieu Dupuis                                            | Defensive Lineman                                         | Montreal                                                  |                                                                          |
| 6     | 45  | Montreal Alouettes       | Malcolm Carter                                            | Wide Receiver                                             | Carleton                                                  | Draftrecht von den Toronto Argonauts erhalten                            |
| 6     | 46  | Saskatchewan Roughriders | Danny Sprukulis                                           | Offensive Lineman                                         | Toronto                                                   |                                                                          |
| 6     | 47  | Hamilton Tiger-Cats      | Jacob Scarfone                                            | Wide Receiver                                             | Guelph                                                    | Draftrecht von den Montreal Alouettes erhalten                           |
| 6     | 48  | Montreal Alouettes       | Denzel Radford                                            | Wide Receiver                                             | Calgary                                                   | Draftrecht von den Hamilton Tiger-Cats erhalten                          |
| 6     | 49  | Edmonton Eskimos         | Kwabena Asare                                             | Offensive Lineman                                         | Carleton                                                  |                                                                          |
| 6     | 50  | Winnipeg Blue Bombers    | Ian Marouf                                                | Defensive Lineman                                         | Guelph                                                    |                                                                          |
| 6     | 51  | BC Lions                 | Dakota Brush                                              | Wide Receiver                                             | Mount Allison                                             |                                                                          |
| 6     | 52  | Calgary Stampeders       | Alexandre Gagnon                                          | Defensive Lineman                                         | Sherbrooke                                                |                                                                          |
| 6     | 53  | Ottawa Redblacks         | Austen Hartley                                            | Wide Receiver                                             | Calgary                                                   |                                                                          |
| 7     | 54  | Toronto Argonauts        | Justin Herdman                                            | Linebacker                                                | Simon Fraser                                              |                                                                          |
| 7     | 55  | Saskatchewan Roughriders | Alexandre Chevrier                                        | Linebacker                                                | Sherbrooke                                                |                                                                          |
| 7     | 56  | Montreal Alouettes       | Ty Cranston                                               | Defensive Back                                            | Ottawa                                                    |                                                                          |
| 7     | 57  | Saskatchewan Roughriders | Emmanuel Adusei                                           | Defensive Tackle                                          | Carleton                                                  | Draftrecht von den Hamilton Tiger-Cats erhalten                          |
| 7     | 58  | Hamilton Tiger-Cats      | Brett Golding                                             | Offensive Lineman                                         | Wilfrid Laurier                                           | Draftrecht von den Edmonton Eskimos erhalten                             |
| 7     | 59  | Winnipeg Blue Bombers    | Brendon Thera-Plamondon                                   | Wide Receiver                                             | Calgary                                                   |                                                                          |
| 7     | 60  | BC Lions                 | Jordan Herdman                                            | Linebacker                                                | Simon Fraser                                              |                                                                          |
| 7     | 61  | Calgary Stampeders       | Adam Laurensse                                            | Defensive Back                                            | Calgary                                                   |                                                                          |
| 7     | 62  | Ottawa Redblacks         | Ed Ilnicki                                                | Runningback                                               | Alberta                                                   |                                                                          |
| 8     | 63  | Toronto Argonauts        | Matthew Carson                                            | Defensive Lineman                                         | Calgary                                                   |                                                                          |
| 8     | 64  | Saskatchewan Roughriders | Marc Claudé                                               | Offensive Lineman                                         | Montreal                                                  |                                                                          |
| 8     | 65  | Montreal Alouettes       | Oumar Touré                                               | Tight End                                                 | Sherbrooke                                                |                                                                          |
| 8     | 66  | Hamilton Tiger-Cats      | Sean Thomas-Erlington                                     | Runningback                                               | Montreal                                                  |                                                                          |
| 8     | 67  | Edmonton Eskimos         | Mark Mackie                                               | Defensive Lineman                                         | McMaster                                                  |                                                                          |
| 8     | 68  | Winnipeg Blue Bombers    | Tylor Henry                                               | Wide Receiver                                             | Alberta                                                   |                                                                          |
| 8     | 69  | BC Lions                 | Mitchell Hillis                                           | Wide Receiver                                             | Saskatchewan                                              |                                                                          |
| 8     | 70  | Calgary Stampeders       | Richard Sindani                                           | Wide Receiver                                             | Regina                                                    |                                                                          |
| 8     | 71  | Ottawa Redblacks         | Jordan Filippelli                                         | Offensive Lineman                                         | Calgary                                                   |                                                                          |